# Funzione monotona
In matematica, una funzione monotòna è una funzione che mantiene l'ordinamento tra insiemi ordinati. Queste funzioni sono state dapprima definite in analisi e successivamente sono state generalizzate nell'ambito più astratto della teoria degli ordini. I concetti di monotonia nelle due discipline sono in effetti gli stessi, anche se la terminologia è un po' differente. In analisi spesso si parla di funzioni monotone crescenti e monotone decrescenti, la teoria degli ordini invece preferisce i termini monotona e antitona oppure che conserva l'ordine (order-preserving) e che inverte l'ordine (order-reversing).

## Definizione generale
Sia {\displaystyle f\colon P\to Q} una funzione tra due insiemi {\displaystyle P} e {\displaystyle Q}, entrambi dotati di ordinamento parziale, denotato col simbolo {\displaystyle \leq } per entrambi gli insiemi. Di solito in analisi si pone l'accento su funzioni tra sottoinsiemi dei numeri reali e la relazione d'ordine {\displaystyle \leq } è la relazione d'ordine usuale dei numeri reali, ma questa posizione non è necessaria ai fini di questa definizione.
La funzione {\displaystyle f} si dice monotona se, per ogni {\displaystyle x_{1}\leq x_{2}}, allora {\displaystyle f(x_{1})\leq f(x_{2})}. Detto in altri termini, una funzione monotona conserva l'ordinamento.

## Monotonia in analisi

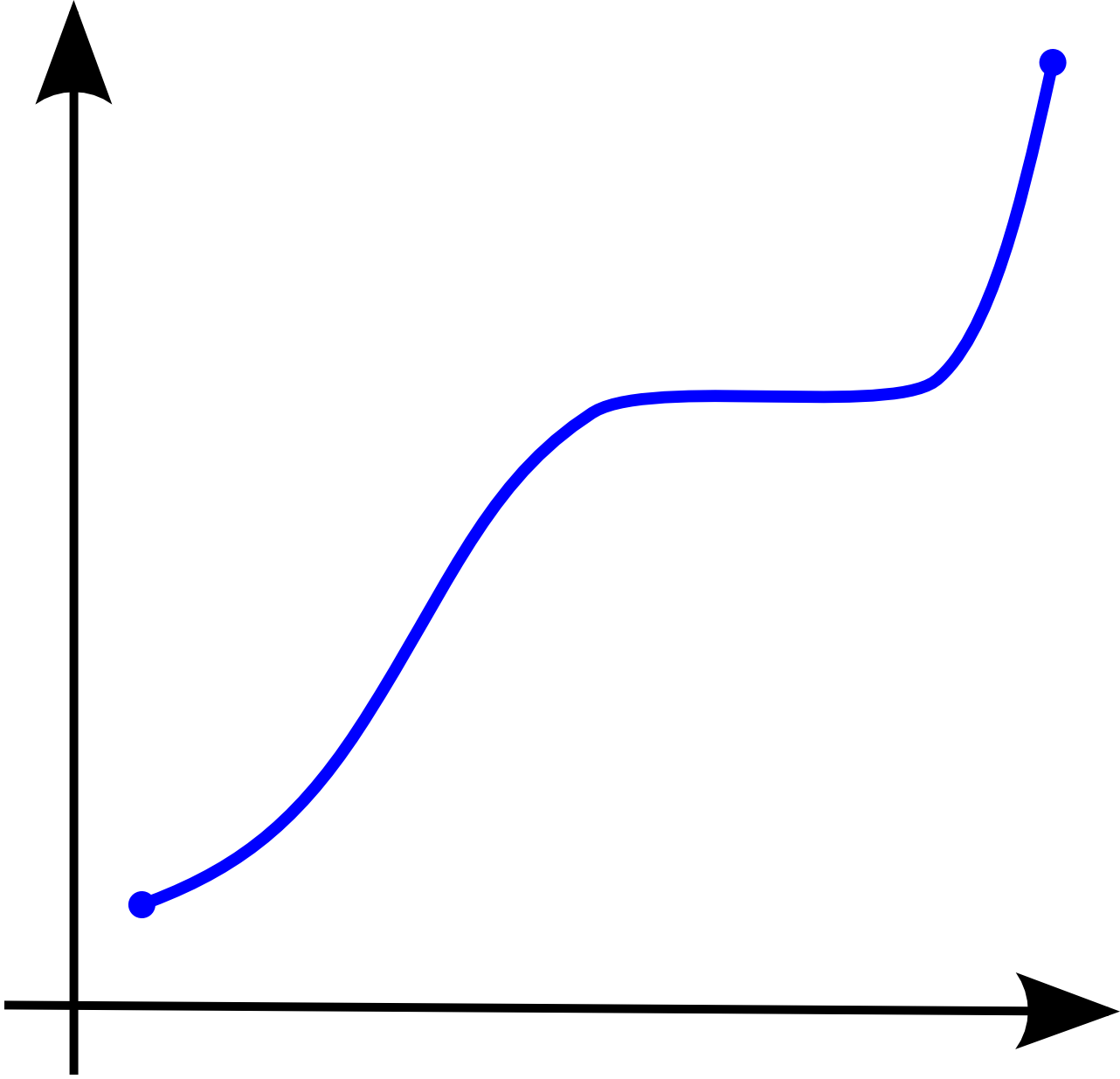
Grafico di una funzione monotona non decrescente

In analisi matematica di solito non è necessario utilizzare i metodi astratti della teoria degli ordini. Come già sottolineato, le funzioni di solito operano tra sottoinsiemi dei numeri reali, ordinati secondo l'ordinamento naturale.
Prendendo spunto dalla forma che ha il grafico di una funzione monotona sui reali, una funzione che possiede la proprietà sopra enunciata viene anche detta monotona crescente (o monotona non decrescente).
Analogamente, una funzione viene detta monotona decrescente (o monotona non crescente) se, per ogni {\displaystyle x_{1}\leq x_{2}} si ha che {\displaystyle f(x_{1})\geq f(x_{2})}, cioè se inverte l'ordinamento.
Se la relazione d'ordine {\displaystyle \leq } nella definizione di monotonia è sostituita dalla relazione d'ordine stretto {\displaystyle <}, allora si richiede una proprietà più forte. Una funzione che gode di questa proprietà viene detta strettamente crescente. Anche in questo caso, invertendo il simbolo di ordinamento, si può ottenere il concetto di funzione strettamente decrescente.
Le funzioni strettamente crescenti o decrescenti sono dette strettamente monotone e sono iniettive (perché {\displaystyle a<b} implica {\displaystyle a\neq b}) e dunque invertibili restringendo il codominio all'immagine.
I termini non decrescente e non crescente evitano ogni possibile confusione con strettamente crescente e strettamente decrescente, rispettivamente.

### Alcune applicazioni e risultati fondamentali
In analisi, ognuna delle seguenti proprietà di una funzione
{\displaystyle f\colon \mathbb {R} \to \mathbb {R} } implica la successiva:
- {\displaystyle f} è monotona;
- {\displaystyle f} ha limite destro e sinistro in ogni punto del suo dominio;
- {\displaystyle f} può avere solo discontinuità a salto;
- {\displaystyle f} può avere solo una quantità finita o, al più, numerabile di discontinuità nel suo dominio.

#### Dimostrazione parziale
Dimostriamo che la seconda affermazione implica la terza.
Sia l'intervallo {\displaystyle [a,b]} l'insieme di definizione della funzione {\displaystyle f} e sia {\displaystyle x_{0}} un punto di discontinuità della funzione. Dimostriamo per esclusione che questa deve essere di prima specie.
Si consideri {\displaystyle f} ad esempio monotona non decrescente (un discorso analogo vale per una funzione non crescente). Data la proprietà precedente, {\displaystyle f} ammette limite sinistro e destro in {\displaystyle x_{0}}:
{\displaystyle \exists \lim _{x\to x_{0}^{-}}f(x)=:f(x_{0}^{-})\land \exists \lim _{x\to x_{0}^{+}}f(x)=:f(x_{0}^{+}).}
E deve essere, per la monotonia, {\displaystyle f(a)\leq f(x_{0}^{-})\leq f(x_{0})\leq f(x_{0}^{+})\leq f(b)}, perciò i limiti devono esistere finiti. Questo significa che la discontinuità non può essere di seconda specie.
Poiché {\displaystyle x_{0}} è di discontinuità non può essere {\displaystyle f(x_{0}^{-})=f(x_{0})=f(x_{0}^{+})}, perciò  {\displaystyle f(x_{0}^{-})} e {\displaystyle f(x_{0}^{+})} non sono eguali, il che esclude anche la discontinuità "eliminabile".
Per esclusione, allora, in {\displaystyle x_{0}} si ha una discontinuità di prima specie.
Dimostriamo ora che la terza affermazione implica la quarta.
Valgano le stesse ipotesi della precedente dimostrazione, e sia {\displaystyle x_{1}} un altro punto di discontinuità tale che, ad esempio, {\displaystyle x_{1}>x_{0}}. Per la monotonia e per il risultato di cui sopra abbiamo {\displaystyle f(x_{0}^{-})<f(x_{0}^{+})\leq f(x_{1}^{-})<f(x_{1}^{+}),} dove diciture come {\displaystyle f(x_{1}^{-})} sono state definite come nella dimostrazione precedente. Gli intervalli non vuoti {\displaystyle \left(f(x_{0}^{-}),f(x_{0}^{+})\right)} e {\displaystyle \left(f(x_{1}^{-}),f(x_{1}^{+})\right)} sono evidentemente disgiunti; poiché i razionali sono densi nei reali, ciascuno di questi intervalli ne contiene almeno uno, il quale non è contenuto nell'altro. Posso costruire una funzione che associ biunivocamente un numero razionale {\displaystyle q_{i}} a ogni intervallo del tipo {\displaystyle \left(f(x_{i}^{-}),f(x_{i}^{+})\right)} che lo contiene, il quale intervallo rappresenta il salto della funzione nel punto di discontinuità {\displaystyle x_{i}}:
{\displaystyle g:x_{i}\longmapsto \left(f(x_{i}^{-}),f(x_{i}^{+})\right)\quad {\text{biunivoca}}}
{\displaystyle h:\left(f(x_{i}^{-}),f(x_{i}^{+})\right)\longmapsto q_{i}\quad {\text{biunivoca}}}
Poiché i numeri razionali sono numerabili, il numero di punti di discontinuità in {\displaystyle [a,b]} è al più numerabile.
Q.E.D.
Queste proprietà sono la ragione per la quale le funzioni monotone sono utili nel lavoro tecnico dell'analisi matematica. Due proprietà riguardanti queste funzioni sono:
- se {\displaystyle f} è una funzione monotona definita su un intervallo {\displaystyle I}, allora {\displaystyle f} è differenziabile quasi ovunque su {\displaystyle I}, cioè l'insieme dei valori {\displaystyle x} in {\displaystyle I} per i quali {\displaystyle f} non è differenziabile in {\displaystyle x} ha misura nulla, e la derivata di {\displaystyle f} è non negativa se è crescente (positiva se strettamente crescente), non positiva se decrescente (negativa se strettamente decrescente); quest'ultima affermazione è un corollario del teorema di Lagrange.
- se {\displaystyle f} è una funzione monotona definita su un intervallo {\displaystyle [a,b]}, allora {\displaystyle f} è integrabile secondo Riemann.

Grafico di una funzione non monotona ma unimodale (la campana di Gauss)

Un'importante applicazione delle funzioni monotone la si ha nella teoria della probabilità. Se {\displaystyle X} è una variabile casuale, la sua funzione di distribuzione cumulativa
{\displaystyle F_{X}(x)=P(X\leq x)}
è una funzione monotona crescente.
Una funzione è unimodale se è monotona crescente fino a un certo punto (la moda) e poi è monotona decrescente.

### Esempi
- Una trasformazione lineare {\displaystyle ax+b} è crescente se e solo se {\displaystyle a>0}.
- Le funzioni esponenziale, seno iperbolico e tangente iperbolica sono crescenti per ogni {\displaystyle x} reale.
- Le funzioni seno e coseno non sono monotone in {\displaystyle \mathbb {R} }, poiché oscillano continuamente tra {\displaystyle -1} e {\displaystyle 1}. Per poterle invertire allora ne si considera la restrizione in un opportuno intervallo di ampiezza {\displaystyle \pi }: per convenzione si adotta per il seno l'intervallo {\displaystyle [-\pi /2,\pi /2]} (in cui il seno è strettamente crescente da {\displaystyle -1} a {\displaystyle 1}) e per il coseno l'intervallo {\displaystyle [0,\pi ]} (in cui il coseno è strettamente decrescente da {\displaystyle 1} a {\displaystyle -1}).
- La funzione quadratica {\displaystyle x^{2}} è crescente per ogni {\displaystyle x} positivo e decrescente per ogni {\displaystyle x} negativo.
- {\displaystyle f(x)=\sup _{y\leq x}\{g(y)\}}, con {\displaystyle g} funzione reale qualsiasi, è non decrescente.
- La funzione integrale {\displaystyle F(x)=\int _{a}^{x}f(y)dy}, con {\displaystyle f} funzione non negativa qualsiasi, è non decrescente.

## Monotonia nella teoria degli ordini
Nella teoria degli ordini non ci si restringe ai numeri reali, ma si ha a che fare con insiemi parzialmente ordinati arbitrari o addirittura con insiemi preordinati. In questi casi le definizioni date sopra di monotonia rimangono valide, anche se i termini "crescente" e "decrescente" vengono evitati, dal momento che perdono il loro significato grafico non appena si ha a che fare con ordinamenti che non sono totali. Inoltre le relazioni strette {\displaystyle <} e {\displaystyle >} sono poco usate in molti ordinamenti non totali e quindi non viene introdotta altra terminologia addizionale per esse.
Il concetto duale è spesso chiamato antitonia, anti-monotonia o order-reversing. Perciò una funzione antitona {\displaystyle f} soddisfa alla proprietà seguente:
{\displaystyle x\leq y\implies f(x)\geq f(y)}
per ogni {\displaystyle x} e {\displaystyle y} nel suo dominio. È facile vedere che la composizione di due funzioni monotone è a sua volta monotona.
Una funzione costante è sia monotona che antitona; inversamente, se {\displaystyle f} è sia monotona che antitona, e se il dominio di {\displaystyle f} è un reticolo, allora {\displaystyle f} deve essere costante.
Le funzioni monotone sono di primaria importanza nella teoria degli ordini. 
Alcune funzioni monotone degne di nota sono le 
immersioni d'ordine (order embedding)
(funzioni per le quali {\displaystyle x\leq y\iff f(x)\leq f(y)} e gli 
isomorfismi d'ordine (immersioni suriettive).

## Logica monotona
La monotonia dell'implicazione è una proprietà di molti
sistemi logici che afferma che le ipotesi di ogni fatto derivato possono essere liberamente estese con assunzioni addizionali. Ogni affermazione che era vera in una logica con questa proprietà, sarà ancora vera dopo l'aggiunta di un qualunque nuovo assioma (consistente). Logiche con questa proprietà possono essere chiamate monotone allo scopo di essere distinte dalle logiche non monotone.